# بين الأمل والخوف (ألبوم)
بين الامل والخوف هو البوم للفنانة السورية أصالة نصري، تم إصداره عام 2004.

## قائمة الأغاني
- مرني زورني
- توّك علي بالي
- أحلي ما فيكي
- بين الأمل والخوف
- كل عام وأنت بخير - ديو مع عيضة المنهالي
- انفينيتي - ديو مع راشد الماجد
- 'يسعد صباحك